# Robert Lelièvre
Pour les articles homonymes, voir Lelièvre.
Robert Lelièvre (né le 1er octobre 1942 au Bourg-d'Oisans et mort le 26 août 1973 à Copenhague) est un auteur-compositeur-interprète et guitariste français. Il est surtout connu pour sa participation au trio folk rock Cy, Maia & Robert et pour avoir fondé le  groupe de rock progressif danois Pan. Leur premier album homonyme est considéré comme l'un des meilleurs de l'histoire de la musique rock danoise.

## Biographie

### Les premières années: 1942-1965
Robert Jean Francis Lelièvre naquit au Bourg-d'Oisans, dans l'Isère, le 1er octobre 1942. 
En janvier 1962, après trois mois de service militaire, il déserta l'armée française et fuit le pays,. Il se rendit en Espagne où il jouait de la guitare dans un groupe de jazz local. Il sillonna l'Europe pendant trois ans, puis s'installa à Copenhague, au Danemark en 1965. C'est là qu'il rencontra la chanteuse et accordéoniste danoise Maia Aarskov et le guitariste et chanteur anglais Cy Nicklin. Ils unirent leurs forces et formèrent le trio rock folk Cy, Maia & Robert,.

### Folk rock dans Cy, Maia & Robert: 1965-1967
En 1965, Cy, Maia & Robert rencontrèrent Paul Simon lors de sa tournée danoise sur le circuit folk et jouèrent avec lui. La première réalisation du trio fut un album intitulé On the Scene sorti en 1966. Cet album comportait une chanson originale (écrite par Robert Lelièvre) et des reprises dont une version de A Church Is Burning de Paul Simon. L'album fut bien accueilli par la presse musicale danoise qui loua le trio pour la grande qualité de leur technique musicale. Leur deuxième album, intitulé Out of Our Times, sortit l'année suivante en 1967 ; cette fois constitué de compositions originales, avec des paroles anglaises de Paul Secon sur des musiques de Robert Lelièvre. A nouveau encensé par la critique au Danemark, la réputation de Out of Our Times atteignit l'Angleterre et le trio fut invité à Londres pour réenregistrer I’m on My Way qui leur servirait de carte de visite pour atteindre de plus vastes marchés. Il y eut des projets de concerts aux États-Unis et d'apparition à la télévision anglaise mais de mauvais conseils et une gestion désastreuse retardèrent ces plans. Pendant ce temps, les trois musiciens étaient en désaccord sur la direction musicale à suivre. De plus, leurs disques ne se vendaient pas aussi bien que prévu et quand, en novembre 1967, on leur vola tout leur équipement musical, le trio Cy, Maia & Robert se sépara en plein apogée.

### Trois albums avec les trois Campbell: 1967-68
Bien que faisant toujours partie de Cy, Maia & Robert, Robert Lelièvre et Cy Nicklin accompagnèrent le chanteur écossais de folk Alex Campbell sur son album live Alex Campbell at the Tivoli Gardens, enregistré en 1967 aux Jardins de Tivoli à Copenhague.
En mars et avril 1968, toujours à Copenhague, Robert Lelièvre joua avec le batteur James « Jimmy » Campbell et le bassiste Iain Campbell formant un éphémère trio nommé Full Limit. Accompagnés vocalement par Maia Aarskov, ils sortirent un single, Cheers Dears / Natural Man sous le label Metronome Records en tant que Maia & Full Limit,.
Peu après, Robert Lelièvre enregistra un album de chansons quasi-acoustiques avec Iain Campbell qu'il avait rencontré et avec qui il s'était lié d'amitié l'année précédente. L'album Alliance sortit en octobre de la même année sous le nom de Robert & Iain,. Les six chansons écrites par Robert Lelièvre avaient des paroles en français et cinq d'entre elles ont été enregistrées par lui seul avec sa guitare acoustique.

### Londres, projet solo et High Crossfield: 1969
En novembre 1968, Robert Lelièvre rencontra Julie Driscoll et son manager Giorgio Gomelsky qui l'invita à Londres après Noël. Cependant, en décembre, il reçut une invitation de Paul McCartney pour enregistrer un album pour une toute nouvelle maison de disques : Apple Records,,. Robert Lelièvre s'installa donc à Londres en décembre 1968 mais l'accord avec Apple ne fut jamais concrétisé. A la place, il signa un contrat en tant qu'auteur-compositeur et musicien de studio pour la maison de disques montante de Gomelsky, Marmalade Records,. Avec la participation, entre autres, de John McLaughlin et Brian Auger, il enregistra un certain nombre de chansons au studio London Advision destinées à un album solo. Pour des raisons qui demeurent obscures, l'album solo ne vit jamais le jour mais deux des chansons (Dis-toi-bien et J'ai vu ton visage) sortirent sur un single en France sous le nom Lelièvre. Dis-toi-bien apparue aussi sur Marmalade 100 Proof, une compilation 1969 des artistes Marmalade. Cet album sortit peu de temps avant la disparition du label qui mit fin au contrat de Robert Lelièvre,.
Robert Lelièvre retourna au Danemark en juin 1969 où il se remit à travailler avec son vieil ami Cy Nicklin dans un nouveau groupe : High Crossfield. Ce groupe ne dura que quelques mois mais réussit à apparaître à la fois à la radio et à la télévision danoises bien qu'aucune chanson ne fut enregistrée en studio,.

### Le rock progressif de Pan: 1970
En octobre 1969, Robert Lelièvre et le bassiste du groupe High Crossfield, Arne Würgler, formèrent ce qui allait devenir son ensemble musical le plus remarquable : le groupe de rock progressif Pan. Robert Lelièvre et Arne Würgler engagèrent quatre autres musiciens danois : les frères Thomas et Michael Puggaard-Müller (guitare et batterie), l'organiste de jazz Henning Verner (qui avait auparavant joué avec Dexter Gordon) ainsi que le chanteur et parolier Niels Skousen qui partagea les voix avec Robert Lelièvre au début du groupe mais qui le quitta dès janvier 1970,. Pan sortit son premier single In a Simple Way / Right Across My Bed en janvier de cette année-là, suivi en mai par son premier album éponyme. Toutes les musiques et les paroles de cet album furent écrites par Robert Lelièvre, avec deux titres en français et les autres en anglais. Les arrangements subtils et la production rigoureuse soulignaient le mélange sophistiqué de rock, blues, folk, jazz et même de petites touches de musique classique. Au moment de sa sortie, Pan fut unanimement salué par la presse danoise et Dagbladet Information lui attribua même le titre de « meilleur album de rock danois sorti à ce jour ». Avec le temps, l'album devint un « classique » de l'histoire du rock danois. L'encyclopédie du rock danois « Politikens Dansk Rock » le place en quatrième position sur sa liste des meilleurs albums de rock danois des années 1970.
En 1970, Pan fut très en vue. Ils donnèrent de nombreux concerts et jouèrent dans de nombreux festivals au Danemark et en Allemagne. Ils furent les vedettes de deux émissions de radio danoise et d'un show à la télévision nationale. Les deux émissions de radio furent enregistrées et publiées sur un album en 2004 par le label danois Karma Music sous le titre Pan on the Air - Danish Radio Sessions 1970. Ils écrivirent également vingt minutes de musique instrumentale pour le film suédois Deadline et jouèrent le rôle d'un groupe de tournée dans ce film. Toutefois, malgré le succès sur scène et dans les médias, leur album ne se vendit pas bien et le groupe se désintégra progressivement à l'automne 1970,.

### Deuxième projet solo, emprisonnement et mort: 1971-73
Après la dissolution de Pan, Robert Lelièvre enregistra un album solo en 1971 avec certains des membres de Pan et d'autres musiciens danois. Toutes les chansons de cet album ont des paroles en français à l'exception d'une. L'album fut jugé trop peu « commercial » par la maison de disques, Sonet Records, et reste inédit à ce jour,.
Menacé d'emprisonnement comme déserteur de l'armée, Robert Lelièvre n'était jamais retourné en France depuis son départ en 1962. Néanmoins, dans les interviews, il exprimait souvent sa nostalgie : « Comme j'aimerais revoir mon pays natal. La France me manque, surtout en cette période de l'année. Comprenez-moi bien : ce n'est pas que je n'aime pas le Danemark ; c'est la pensée, la sensation de marcher dans la rue d'un endroit où les gens parlent la même langue que moi. » Ainsi, en 1972, lorsque le gouvernement décréta une amnistie, il rentra en France pour réaliser son rêve. Malgré l'amnistie, Robert Lelièvre fut envoyé en prison.
À sa libération, il retourna au Danemark où les temps devinrent encore plus difficiles. Hanté par ses démons intérieurs et frustré par l'industrie de la musique, Robert Lelièvre mit fin à ses jours le 26 août 1973 à Copenhague,. « Un monde ignorant a perdu un de ses auteurs-compositeurs les plus talentueux de sa génération », écrivit l'auteur norvégien Dag Erik Asbjørnsen trente ans plus tard dans son livre Scented Gardens of Mind : A Comprehensive Guide to the Golden Era of Progressive Rock (1968-1980).

## Discographie

### Albums
- 1966 : On the Scene de Cy, Maia & Robert – Sonet Records (SLPS 1220)
- 1967 : Out of Our Times de Cy, Maia & Robert – Sonet Records (SLPS 1240)
- 1967 : Alex Campbell at the Tivoli Gardens de Alex Campbell – Storyville Records (671207)
- 1968 : Alliance de Robert & Iain – Metronome Records (BP 7707)
- 1970 : Pan de Pan – Sonet Records (SLPS 1518)
- 2004 : Pan on the Air - Danish Radio Sessions 1970 de Pan – Karma Music (KMCD 28114)

### Singles
- 1966 : A Church Is Burning / Take a Look Inside de Cy, Maia & Robert – Sonet Records (T 7223)
- 1966 : Green Rocky Road / Harvest of Hate de Cy, Maia & Robert – Sonet Records (T 7238)
- 1968 : Cheers Dears / Natural Man de Maia & Full Limit – Metronome Records (B 1700)
- 1968 : Demain / Glass Fibre Road de Robert & Iain – Belter Records (07-762)
- 1969 : Dis-toi-bien / J'ai vu ton visage de Lelièvre – Marmalade Records (421 457)
- 1970 : In a Simple Way / Right Across My Bed de Pan – Sonet Records (T 7258)